# Александър Романов (офицер)
Александър Павлович Романов (на руски: Александр Павлович Романов) е подпоручик от лейб-гвардейски Егерски полк, участник в Руско-турската война (1877-1878), загинал в битката при Телиш.

## Биография
Александър Романов е роден през 1852 г. Произхожда от дворянско семейство от Петербургска губерния на Руската империя. Ориентира се към военното поприще. Учи за офицер от пехотата в Първо военно Павловско училище. Завършва през 1873 г. с чин подпоручик. Същата година е зачислен в армейската пехота. Командирован е през 1874 г. в Лейбгвардейски егерски полк. С полка участвува в Руско-турската война (1877 – 1878). По думите на приятелите му, този млад офицер се отличавал с весел характер и с остроумието си винаги е душата на компанията.Загива на 12/24 октомври при атаката на турските редути в битката при Телиш. Когато на 16/28 октомври турският гарнизон се предава, телата на поручик Лев Кашерининов и подпоручик Романов не са открити. По думите на пленени английски лекари се потвърждава, че са пленени полуживи, измъчвани и изгорени от турците.

## Памет
- Името на подпоручик Романов е изписано върху Черния паметник при Телиш заедно с имената на другите загинали офицери.